# Горный, Юрий
Юрий Горный (Яшков Юрий Гаврилович) (27 августа 1941 года, село Локоть, Алтайский край) — русский артист оригинального жанра, менталист, мнемонист. Работает в области демонстрации выдающихся способностей памяти и быстрых вычислений, «экстрасенсорики» (также автор данного понятия), управления своим физическим, умственным и эмоциональным состоянием. До 25 декабря 2018 года являлся членом Комиссии по борьбе с лженаукой и фальсификацией научных исследований при Президиуме Российской академии наук. Известен своими выступлениями, которые называет психологическими опытами и этюдами.
Отличительной чертой Юрия Горного является деятельное стремление опираться на науку как в тренировке своих способностей, так и в их посильном объяснении. В качестве общественной работы многие годы входит в общественный совет при ГУИН (Главное управление исполнения наказаний), выступает в колониях, принимал деятельное участие в образовании и работе целого ряда комиссий по сертификации действительного уровня подготовки и возможностей граждан, заявлявших о наличии у них особых способностей к сверхвосприятию, целительству, передаче мыслей и т. п.
В Японии о Юрии Горном сняты короткометражные фильмы «Человек со взглядом Бога» (Япония, 2001) и «Глаза японцев становятся шире от удивления». Основал «Центр Ю. Горного „ИДЕЯ“», проводящий социально-психологические и парамедицинские тренинги.

## Детство и юность
Юрий Яшков родился 27 августа 1941 года на Алтае, в селе Локоть в семье Гаврилы Георгиевича Яшкова, известного на Алтае передовика сельского хозяйства. У отца лежали сводки о текущих показателях своего колхоза. Юрий из интереса запоминал страницы отчётов с цифрами. Повзрослев, заинтересовался физкультурой. Занимался волейболом, лёгкой атлетикой, лыжами. Знал историю спорта, чемпионов и призёров, помнил наизусть рекордные голы, очки, секунды.
После школы учился в Алтайском сельскохозяйственном институте (не закончил), выступал за сборную вуза по волейболу, позже окончил Омский институт физкультуры, затем несколько лет работал тренером, после чего руководил спортивным обществом «Водник» в Барнауле.
В годы студенчества Яшков интересовался необычными и загадочными явлениями человеческой психики,ведь в то время появились сеансы Вольфа Мессинга, изображавшего внушение и чтение мыслей, Розы Кулешовой, определявшей «кожным» зрением цвет предметов, Ильи Цейтлина и других.
Яшков познакомился с Цейтлиным:

Илья Николаевич поражал с первого взгляда абсолютно всем: внешностью, высокой культурой, удивительным разнообразием знаний, которые нам в то время были попросту недоступны. Он лично знал Маяковского, Есенина и даже Троцкого, был знаком с обладателем феноменальной памяти Шерешевским, выдающимся театральным деятелем и режиссёром Сулержицким, Мессингом и мог часами о них рассказывать. Разумеется, слушали мы его взахлёб.

Он показал ему основные приёмы тестирования наиболее склонных к влиянию гипноза людей. Дал литературу и обозначил магистральное направление в обучении. Цейтлин учил, что нужно прежде всего получить основополагающие знания о предмете, которым намерен заниматься. Изучить основы человековедения: анатомию , психологию и физиологию

## Артист оригинального жанра
Яшков безуспешно обратился с предложением о сотрудничестве в Барнаульскую филармонию и начал давать полуподпольные концерты, со своим помощником печатая и распространяя афиши и билеты. В то время появилось его сценическое имя — Горный.
Позже Горный обратился в Целинконцерт из Целинограда, который возглавлял администратор Анатолий Леонтьевич Олейников, художественным руководителем был композитор Георгий Дегтяров. Поскольку жанр выступлений в те годы считался пограничным между разрешённым и запретным, кроме художественного совета А. Л. Олейников пригласил на пробный концерт также и представителей обкома партии и КГБ. Программа была утверждена, на что определённое влияние оказали и недавние выступления официально разрешённого Мессинга в Целинограде, и Юрий Горный стал артистом Целинконцерта.

Я стремился превзойти уже известное и делал при этом ставку на зрительную память. После длительных тренировок развил её настолько, что научился надолго «удерживать» яркий мысленный образ. В этом и заключался секрет запоминания длинных рядов цифр, слов, порядка карт в нескольких колодах. Я просто видел перед собой картинку, составленную из этих цифр и карт. Оставалось только озвучить её. Отсюда логично вытекал следующий шаг. Если я так ясно вижу цифры и числа, что мешает мне сосчитать их в уме, а не на бумаге?

Горный уделял много внимания развитию слуховой памяти и добился лёгкого запоминания от 50 до 100 нот, воспроизводимых произвольно..
В итоге изучения накопленного научного и практического опыта, Горный пришёл к созданию ряда психологических опытов (этюдов), многие из которых остаются непревзойдёнными.
Среди них :
- скоростное сложение, вычитание, возведение в степень и извлечение корня многозначных чисел (быстрее, чем удаётся выполнить эти действия с помощью калькулятора или ЭВМ любому вступающему с ним в состязание);
- за 3-4 секунды он зрительно запоминает 20 цифр (это примерно в десять раз быстрее, чем удавалось С. Шерешевскому).
- выполнение до 6 дел одновременно (например, 1) играл на рояле, 2) писал осмысленный текст, 3) декламировал стихотворение, 4) одновременно подсчитывая количество букв в нём, и совершал два независимых математических вычисления — 5) сложение, 6) возведение в степень.)
- запоминает под диктовку до 30 номеров телефонов, расположение карт в трёх полных колодах, сотню музыкальных нот;
- стреляя из пневматического пистолета с завязанными глазами, на звук, точно поражает цель
- знает наизусть словарь Большой Советской Энциклопедии,
- за 3-4 минуты способен отыскать в зрительном зале спрятанную иголку, определяет задуманные страницу и слово в толстом книжном томе
- знает наизусть более двух тысяч стихотворений, сообщая количество букв и знаков в прочитанном отрывке и т. д.[11][13]

Ю. Горный часто демонстрирует, как с чёрной повязкой на глазах и с мешком на голове он водит машину, ходит по зрительному залу и описывает сидящих людей, или стреляет по воздушным шарикам из пневматического пистолета.

## Отношения с шестым чувством
Горный считает, что «шестое чувство» существует, только трактуется оно по-разному и утверждает, что шестое чувство — это набор аккумулированных знаний, используя которые, человек приходит к единственно верному решению. Он убеждён, что без глубоких, основополагающих знаний, накопленных человеком, — психологии, анатомии, физиологии, неврологии, генетики, социологии, — называть себя экстрасенсом никто не вправе.
Попытки отделить удивительные, но объяснимые наукой способности и достижения от крайне слабо проверяемого волшебства, а то и откровенного шарлатанства, привели Горного к введению в обиход понятия «экстрасенс».
В конце 1970-х годов в СССР был запрещён показ на эстраде сеансов гипноза. Ограничения ослабли только в начале 1980-х. В 1986 году в программе Владимира Соловьёва «Это вы можете» Горный поставил вопрос непробуждённых (запасных) возможностей и способностей человека. Передача прошла с успехом, но вслед за этим «в короткие сроки толпы колдунов, целителей, астрологов хлынули на телестудии».

## Конкурс экстрасенсов
Горный через прессу и телевидение объявил[когда?]

, что устраивается соревнование по исследованию экстрасенсорных способностей, в котором может принять участие каждый, кто считает себя экстрасенсом. Тот, кто докажет свою исключительность перед комиссией, в которую кроме Горного войдут известные учёные, получит награду в размере 10 тысяч долларов США.
Поначалу на данное объявление отозвалось около 1400 граждан, но, после более полного ознакомления с условиями испытаний, число сократилось до 400.
В комиссию вошли два известных учёных: психолог профессор В. Лебедев, долгое время ведавший психологической подготовкой космонавтов в Звёздном городке, и невропатолог профессор К. Уманский.
В конкурсе было два задания:
1. Определить без соприкосновения какое вещество (бумага, металл, пластик, магнит и т. д.) находится в запечатанном конверте. Причём решили засчитывать положительно данное испытание, если были верны хотя бы 3 ответа из 10.
2. Определить, не глядя, следующие данные пациентов-добровольцев, располагавшихся за ширмой: пол, возраст, заболевания (если есть).
Ни один из соискателей не смог удовлетворительно ответить на обе задачи, поэтому приз не был вручён.

## Заключение
О самоощущении и общей направленности деятельности Юрия Горного много говорят его слова:

Мои программы проходили под девизом: «Что? Где? Когда? Почему?». Я должен был обязательно объяснить, «почему». Маг, колдун — звучало для меня несерьёзно. Я всегда подсознательно ощущал себя в некотором роде представителем общества «Знание», который должен объяснить людям, что именно происходит на сцене. Но по большому счёту слово «маг» созвучно со словом «могу!», и в этом смысле я готов его принять.

## Отзывы о деятельности Ю. Г. Горного
В феврале 2013 года Горный вошёл в состав Комиссии по борьбе с лженаукой и фальсификацией научных исследований при Президиуме Российской академии наук.
Отзывы известных представителей учёного сообщества:
- Авдеев С. В. (к. т. н., президент консорциума «Российские речевые технологии», лётчик-космонавт, Герой Российской Федерации) Отзыв
- Дичев, Тодор (академик) Лучше один раз увидеть, чем сто раз услышать
- Дубровский Д. И. (доктор философских наук, профессор) Психолого — эвристическое искусство Юрия Горного
- Лебедев В. И. (руководитель специальной медицинской и психологической подготовки первых космонавтов, доктор психологических наук, профессор) Мой друг и земляк Юра Горный
- Эдуард Кругляков, академик РАН (2008 г.):

— Не отрицаю, что в нашей жизни есть много интересных феноменов. Вот, к примеру, живёт в Москве мастер психологических опытов Юрий Горный. Он читает мысли на расстоянии, гнёт ложки «силой мысли», способен двигать предметы, не прикасаясь к ним, и много чего ещё, что может показаться сверхъестественным. Проделав всё это, он всё же скажет вам, что ни телепатии, ни телекинеза, ни магии не существует. Все его трюки имеют естественное объяснение.

Из отзывов иных известных деятелей:
- В. Брумель (чемпион Олимпийских игр, трижды признанный лучшим спортсменом года планеты) Единство искусства и спорта
- Юлиан Семёнов (писатель) Синтез науки и искусства

Фильмы о Юрии Горном (Япония):
- «Человек со взглядом Бога» (короткометражный фильм, Япония, 2001).
- «Глаза японцев становятся шире от удивления» (короткометражный фильм, Япония, 2001).